# Дебеняк, Примож
Примож Дебеняк (род. 3 февраля 1965 г., Крань) — словенский переводчик.

## Жизнь и работа
Сын Божидара и Дорис Дебеняк, внук Рика Дебеняка. По образованию — математик, он, однако, большую часть жизни работает переводчиком.
Живёт и работает в Любляне, в основном переводит профессиональные тексты с немецкого языка и на него.
Помимо прочего, он вместе со своими родителями Дорис и Божидаром Дебеняк является соавтором Большого немецко-словенского словаря, Большого словенско-немецкого словаря, Малого немецко-словенского и словенско-немецкого словаря, а также соавтором и переводчиком первого интегрального перевода энциклопедии Слава Герцогства Карниола.
Работа по переводу Слава Герцогства Карниола было задумано и реализовано как крупный проект семьи Дебеньяк, за что все трое его участников награждены орденом «За заслуги» Республики Словения..
Примож Дебеняк является членом и должностным лицом Общества коренных жителей Кочева, которое было основано в 1992 году в Кочевских полянах.

## Избранная библиография
- Veliki nemško-slovenski slovar COBISS 239163 (соавтор) (Ljubljana, 1992)
- Veliki slovensko-nemški slovar COBISS 50114560 (соавтор) (Ljubljana, 1993)
- Janez Vajkard Valvasor — Slava vojvodine Kranjske : интегральный перевод COBISS 247151616 (переводчик) (Ljubljana, 2009—2012)
- Janez Vajkard Valvasor — Popolna topografija stare in sodobne nadvojvodine Koroške COBISS 38404909 (переводчик) (Ljubljana, 2013)
- Franc Anton von Steinberg — Temeljito poročilo o na Notranjskem ležečem Cerkniškem jezeru COBISS 276723712 (переводчик) (Cerknica, 2015)
- Tobija Gruber — Hidrografska in fizikalna pisma s Kranjske COBISS 00000000 (переводчик) (Cerknica, 2017)
- Balthasar Hacquet — Oriktografija Kranjske (переводчик) (Cerknica, 2020)
- Joseph Anton Nagel — Opis na najvišji ukaz Njegovega rimskocesar. in kralj. veličanstva Franca I. raziskanih redkosti narave, ki se nahajajo v vojvodini Kranjski (переводчик) (Cerknica, 2021)
- Tisoč in ena noč — интегральный перевод с арабского COBISS 301575936 (редактор) (Ljubljana, 2021)